# Peter Vilhelm Jacobsen
Peter Vilhelm Jacobsen, född den 21 december 1799 i Köpenhamn, död den 13 maj 1848, var en dansk historiker.
Jacobsen, som titulerades etatsråd, var 1820-33 anställd i kansliet, blev därefter overretsassessor och 1841 ledamot i Rentekammeren. Han skrev flera lärda avhandlingar om Danmarks inre förhållanden under kungarna Kristian III och Fredrik II samt därjämte en tragedi, Trolddom (1847), till vilken ämnet var hämtat från en häxeriprocess under den period, med vars studerande han i synnerhet sysselsatte sig. Fastän mycket intressant, vann den dock ej publikens ynnest, varken 1847 eller då den åter framfördes 1897. En samling Breve utgavs 1899, och hans Dagbøger 1827-33 trycktes på nytt i "Personalhistorisk Tidsskrift" samma år.